# 峰地光重
峰地 光重（みねじ みつしげ、1890年7月8日 - 1968年12月28日）は、日本の教育者、評論家。

## 略歴
鳥取県西伯郡大山町出身。鳥取師範学校卒。東京の私立池袋児童の村小学校などで小砂丘忠義、野村芳兵衛らとともに生活綴方教育を行う。1927年鳥取県上灘小学校校長。42年綴方運動弾圧により退職。戦後52年教職に復帰。57-61年岐阜県多治見市立池田小学校つづ原分校教諭。65年ペスタロッチ賞受賞。著作集18巻がある。

## 著書
- 『文化中心綴方新教授法』教育研究会　1922
- 『文化中心国語新教授法』教育研究会　1925
- 『新教育と国定教科書』聚芳閣　1926　新教育叢書
- 『新訓導論』教育研究会　1927
- 『伯州上灘村の伝説』私家版、1929
- 『新郷土教育の実践 各学年各教科』人文書房　1931
- 『生産の本質と生産教育の実際』厚生閣書店　1933
- 『朝の楽隊 童話』徳岡優文堂　1935
- 『聴方話方教授細目と教授資料』徳岡優文堂　1935
- 『生活文化史の話』弘学社　1939
- 『綴方教育発達史』啓文社　1939
- 『読方教育発達史』啓文社　1940
- 『生活読方の理論と工作』麦書房　1959
- 『私の歩んだ生活綴方の道 ひとすじの思想を求めて』明治図書出版　1959
- 『小学校綴方教授細目』『綴方生活』複刻版刊行委員会　1975
- 『峰地光重著作集』全18巻（複製）けやき書房　1981-82

## 共編著
- 『最新小学綴方教授細目』編　児童研究社　1921
- 『新郷土教育の原理と実際』大西伍一共著　人文書房　1930
- 『はらっぱ教室』編著　百合出版　1955
- 『作文教育』今井誉次郎共著　東洋館出版社　1957　学習指導のあゆみ
- 『子どもの知恵をのばす自然観察ばなし』野村芳兵衛共著　黎明書房　1967

## 参考
- デジタル版日本人名大辞典:
- 佐々井秀緒,峰地利平『綴方作文の先覚峰地光重』あゆみ出版　1984